# Madonna di Poggio di Bretta
La Madonna di Poggio di Bretta è un dipinto a tempera e oro su tavola (71x50 cm) attribuita a Carlo Crivelli, databile al 1472 circa e conservato nel Museo diocesano di Ascoli Piceno.

## Storia
L'opera proviene dalla chiesa parrocchiale di Poggio di Bretta ed è assegnata tradizionalmente al Crivelli. È stata musealizzata dopo il restauro del 1961, che l'ha liberata dalle pesanti ridipinture. Venne invece inserita nel catalogo di Pietro Alemanno dal Serra (1930), ma sia il Fiocco che Berenson riconfermarono la vecchia ipotesi. 
La datazione si basa sullo stile: l'assenza del fondo oro farebbe infatti pensare a quel breve periodo di innovazione compreso tra il Polittico del 1472 e il Polittico di Sant'Emidio del Duomo di Ascoli Piceno (1473), di cui farebbe parte anche la Madonna di Corridonia.

## Descrizione e stile
Una parete rossa fa da sfondo al monumentale trono di Maria, su cui sono poggiate simmetricamente due grosse pesche gialle (allusione al peccato originale nonché motivo decorativo che rimanda al Rinascimento padovano) e sul cui schienale cala, come di consueto, un drappo, finemente damascato alla veneziana. La pietra del trono è il porfido rosso, materiale di rango imperiale. 
Maria tiene in Bambino disteso sulle ginocchia e gli rivolge uno sguardo e una preghiera a mani giunte. Gesù si volta verso di essa giocherellando con un frutto. Molti dettagli testimoniano l'alta ricercatezza del dipinto, dalla veste di Maria con ricami dorati, alla delicatezza del suo viso, dalla vivacità naturalistica del Bambino alla consistenza gonfia e vellutata della frutta.